# Schisme (Star Trek: Generația următoare)
„Schisme” (titlu original: „Schisms”) este al 5-lea episod din al șaselea sezon al serialului TV american științifico-fantastic Star Trek: Generația următoare și al 131-lea episod în total. A avut premiera la 19 octombrie 1992.
Episodul a fost regizat de Robert Wiemer după un scenariu de Brannon Braga bazat pe o poveste de Jean Lousie Matthias și Ron Wilkerson.

## Prezentare
Mai mulți membri ai echipajului sunt răpiți și supuși unor experimente în timpul somnului. 

## Actori ocazionali
- Lanei Chapman - Sariel Rager
- Ken Thorley - Mot
- Angelina Fiordellisi - Kaminer
- Scott T. Trost - Lieutenant Shipley
- Angelo McCabe - Crewman
- John Nelson - Medical Technician
- Majel Barrett - Computer Voice